# Морковкин, Валентин Иванович
Валентин Иванович Морковкин (20 сентября 1933, Нижний Новгород, СССР — 1999) — советский гребец, бронзовый призёр Олимпийских игр 1960 года.

## Биография
На летних Олимпийских играх 1960 года в Риме Игорь Ахремчик, Юрий Бачуров, Валентин Морковкин и Анатолий Тарабрин выиграли бронзовые медали в гонках распашных четвёрок без рулевого.

## Награды
- Медаль «За трудовое отличие» (16.09.1960) — за успешные выступления в XVII летних и VIII зимних Олимпийских играх 1960 года, а также за выдающиеся спортивные достижения[3]